# Made to Be Broken
Made to Be Broken è il secondo album di studio dei Soul Asylum, pubblicato il 18 gennaio 1986 presso la Twin/Tone Records. È anche il primo dei tre album del gruppo uscito nel 1986.
La band eseguì la canzone "Never Really Been" dal vivo a MTV Unplugged, e nel medesimo anno la band vinse il disco di platino e un grammy per l'album.

## Tracce
1. Tied to the Tracks – 2:45
2. Ship of Fools – 2:48
3. Can't Go Back – 3:05  (Murphy)
4. Another World, Another Day – 1:59
5. Made To Be Broken – 2:35
6. Never Really Been – 2:52
7. Whoa! – 2:32
8. New Feelings – 1:46
9. Growing Pain – 2:17
10. Long Way Home – 2:27
11. Lone Rider – 1:50
12. Ain't That Tough – 3:34
13. Don't It (Make Your Troubles Seem Small) – 2:48

- Durata totale: 33:31
- Tutte le canzoni sono scritte da David Pirner, eccetto la terza traccia.